# І Густі Нгурах Рай
І Густі Нгурах Рай (індонез. I Gusti Ngurah Rai; 30 січня 1917, Чарангсарі, Бадунг, Балі, Голландська Ост-Індія — 20 листопада 1946, Марга, Табанан, Балі, Республіка Індонезія) — індонезійський військовослужбовець, учасник війни за незалежність. Творець і перший командувач підрозділу Збройних сил Республіки Індонезії на Малих Зондських островах, безпосередній керівник збройного антиголландського опору на Балі. Загинув у листопаді 1946 року в бою з нідерландськими військами біля села Марга в центральній частині Балі.
Національний герой Індонезії, посмертно нагороджений орденом «Зірки Махапутра» і підвищений у званні до бригадного генерала (загинув у званні підполковника). Є однією з найбільш шанованих постатей сучасної історії Балі. Ім'ям І Густі Нгураха Рая названі    міжнародний аеропорт Денпасара, найбільший університет і найбільший стадіон острова, корабель індонезійських військово-морських сил, вулиці в багатьох балійських населених пунктах, а також у ряді міст в інших частинах Індонезії.

## Біографія

### Ранні роки та освіта

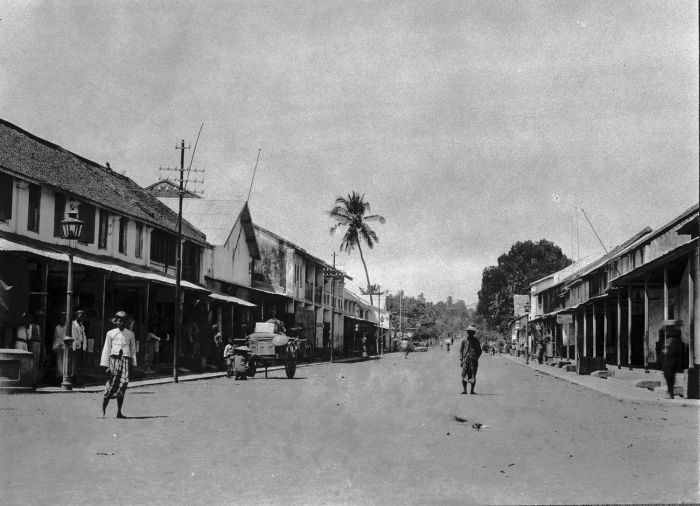
Денпасар в шкільні роки Нгураха Рая

І Густі Нгурах Рай народився 30 січня 1917 року У 2016 році професор денпасарського університету «Удаяна» Ваян Віндіа на підставі архівних документів, а також зіставлення різних свідчень, оскаржив дату народження Нгураха Рая. За його версією, він народився на півроку пізніше — 19 липня 1917 року. у селі Чарангсарі в районі Петанг округу Бадунг на півдні Балі в заможній родині знатного походження. Був другим з трьох синів І Густі Нгурах Палунга (індонез. I Gusti Ngurah Palung) і його дружини Ні Густі Аю Компьянг (індонез. Ni Gusti Ayu Kompyang). У момент народження Раю його батько обіймав посаду керівника адміністрації району Петанг.
Родичі та односельці згадували про Рая як про товариську та енергійну дитину, яка захоплювалася рухливими іграми та місцевим різновидом індонезійської боротьби сілат.
Посадове становище і матеріальний достаток батька дозволили направити хлопчика на навчання в Денпасар в початкову нідерландську школу для тубільців (нід. Hollandsch — Inlandsche School), а потім — у східнояванське місто Маланг для продовження освіти в нідерландській середній школі (нід. Meer Uitgebreid Lager Onderwijs). Однак навчання в останній залишилося незавершеним — після смерті батька в 1935 році Нгураху Раю довелося повернутися на Балі.
Опинившись вдома, Нгурах Рай більше двох років не вчився і не мав будь-якої постійної роботи, поки в 1938 році не вступив до училища офіцерів корпусу «Прайода» (нід. Korps Prajoda) — воєнізованого формування, створеного колоніальною адміністрацією на Балі незадовго до того — в 1936 році. «Прайода» не входив в структуру Королівської нідерландської ост-індської армії (КНІЛ) і мав статус допоміжного підрозділу батальйонного рівня, на яке покладалися завдання охорони порядку на острові і несення почесних караулів в ході різних офіційних і урочистих заходів. Його рядовий і сержантський склад набирався з місцевих жителів — переважно юнаків з аристократичних балійських сімей, на старші офіцерські посади призначалися нідерландські військові, а молодший офіцерський склад комплектувався на змішаній основі.
В училищі, яке знаходилося в окрузі Гіаньяр на південному сході острова, Рай відрізнявся хорошою успішністю, самостійно освоїв деякі додаткові предмети, зокрема англійську мову. Незважаючи на мініатюрну — навіть за мірками балійця першої половини XX століття — комплекцію (зріст Рая становив всього 154 сантиметри, а вага навіть у більш зрілому віці не перевищувала 45 кілограмів), він успішно справлявся з фізичними навантаженнями, яких вимагала військова підготовка.
Після закінчення училища з присвоєнням звання другого лейтенанта в 1940 році Рай був направлений на короткострокові офіцерські курси в Магеланг, звідки в тому ж році переведений також для прискореної перепідготовки в артилерійське училище в уже знайомий йому по шкільному навчанні Маланг.

## Діяльність у період Другої світової війни

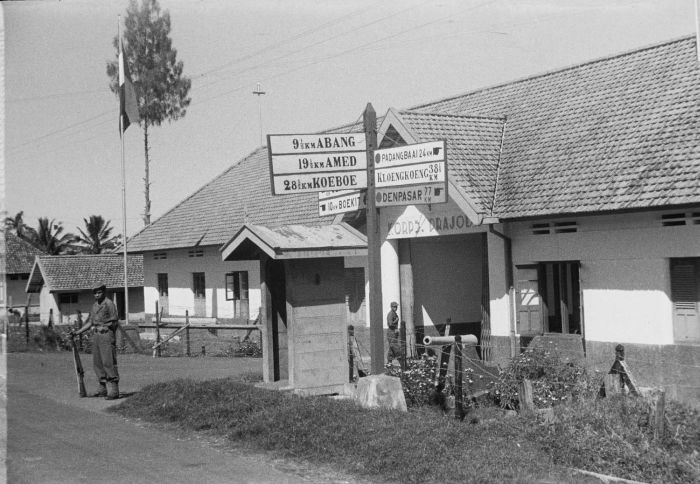
Казарми корпусу «Прайода» на півдні Балі

Наприкінці 1941 року, після початку військових дій на Тихоокеанському театрі, Нгурах Рай був відкликаний з Маланга для несення служби в «Прайоді». До моменту вторгнення Японії в Нідерландську Ост-Індію в січні 1942 року цей допоміжний корпус у складі близько 600 бійців залишався єдиним збройним формуванням, розміщеним на Балі — регулярних частин КНІЛ на острові не було. Формально командування корпусом було покладено на генерал-майора Г. А. Ільгена (нід. G. A. Ilgen), командувача третьої піхотної дивізії КНІЛ, що відповідала за оборону східної частини Яви, Балі і Мадури, проте його фактичним командиром був підполковник В. П. Роденбург (нід. W.P. Roodenburg).
Незважаючи на прийняті мобілізаційні заходи, «Прайода» виявився не в змозі надати навіть мінімального опору японцям, які вчинили раптову висадку на Балі 19 лютого 1942 року. Підрозділи корпусу ухилялися від зіткнення з ворогом, почалося масове дезертирство, наказ командування про знищення інфраструктури денпасарського аеродрому щоб уникнути її використання противником виявився невиконаним. У цих умовах Роденбург був змушений відвести залишившись в строю бійців «Прайоди» від району висадки японців і офіційно розпустити корпус. Балійці розійшлися по домівках, нідерландські офіцери бігли на сусідню Яву, яка в той час ще перебувала під контролем КНІЛ. Відомо, що Нгурах Рай допоміг двом своїм товаришам по службі-голландцям перебратися на Яву.
Після встановлення японського контролю над Балі, острів, як і вся Мала Зондська гряда, був віднесений до зони окупації другого флоту. Як і багато індонезійців, Нгурах Рай спочатку досить лояльно поставився до японців, пов'язуючи з їх вторгненням, перервав голландське колоніальне панування, можливості для більш благополучного розвитку країни і її політичного самовизначення. Він вступив на службу у відділення японської транспортної компанії «Міцуї Бусан Кайса», де займався організацією поставок рису та інших товарів до Японії.
Однак з часом Нгурах Рай переконався, що японська окупація лише погіршила становище балійського населення. До 1944 року ставлення раю до загарбників було вже досить критичним: він приєднався до складаючого в цей період на Балі антияпонського підпілля і став співпрацювати з розвідувальними службами союзників, що зберігали свою резидентуру в зайнятій Японією Нідерландської Ост-Індії. Очоливши агентурну ланку, що складалася в основному з його колишніх товаришів по службі і підлеглих по «Прайоді», багато з яких також працювали в місцевому відділенні «Міцуї Бусан Кайса», Рай постачав союзників інформацією про розклад і характер вантажу японських транспортів. У якийсь момент він потрапив під підозру і був затриманий японською військово-морською поліцією, однак через нестачу доказів після триденного утримання під вартою був відпущений.

## Виступ на боці влади Республіки Індонезії
Після офіційного оголошення імператором Японії про прийняття умов капітуляції 15 серпня 1945 року і послідувавши через два дні, 17 серпня, проголошення незалежності Республіки Індонезії на Балі почалася стихійна самоорганізація прихильників суверенізації Нідерландської Ост-Індії: до кінця серпня було створено кілька політичних угруповань, переважно молодіжних. З прибуттям на острів І Густі Кетута Пуджі, який був призначений президентом Сукарно на пост губернатора провінції Малі Зондські острови зі столицею в балійській Сингараджі, тут почали поступово формуватися республіканські органи влади. Значна частина балійської феодальної знаті зайняла в цей період вичікувальну позицію, побоюючись швидкого повернення на острів голландських колонізаторів, проте Нгурах Рай негайно виступив на підтримку незалежності. Налагодивши тісну взаємодію з Кетутом Пуджею, він приступив до створення на острові військово-поліцейських сил, покликаних протистояти відновленню нідерландського панування.
Характерно, що при цьому Нгурах Рай застерігав своїх прихильників, серед яких виявилося багато представників нижчих верств балійського суспільства, від конфлікту з аристократичною верхівкою, вважаючи, що будь-яка форма класового протистояння послабить потенціал країни в боротьбі за незалежність. У той же час, зберігаючи, завдяки своєму походженню, можливість спілкування з найбільш родовитими балійцями, в тому числі з багатьма правителями місцевих князівських династій, він закликав їх до лояльності щодо республіканської влади.

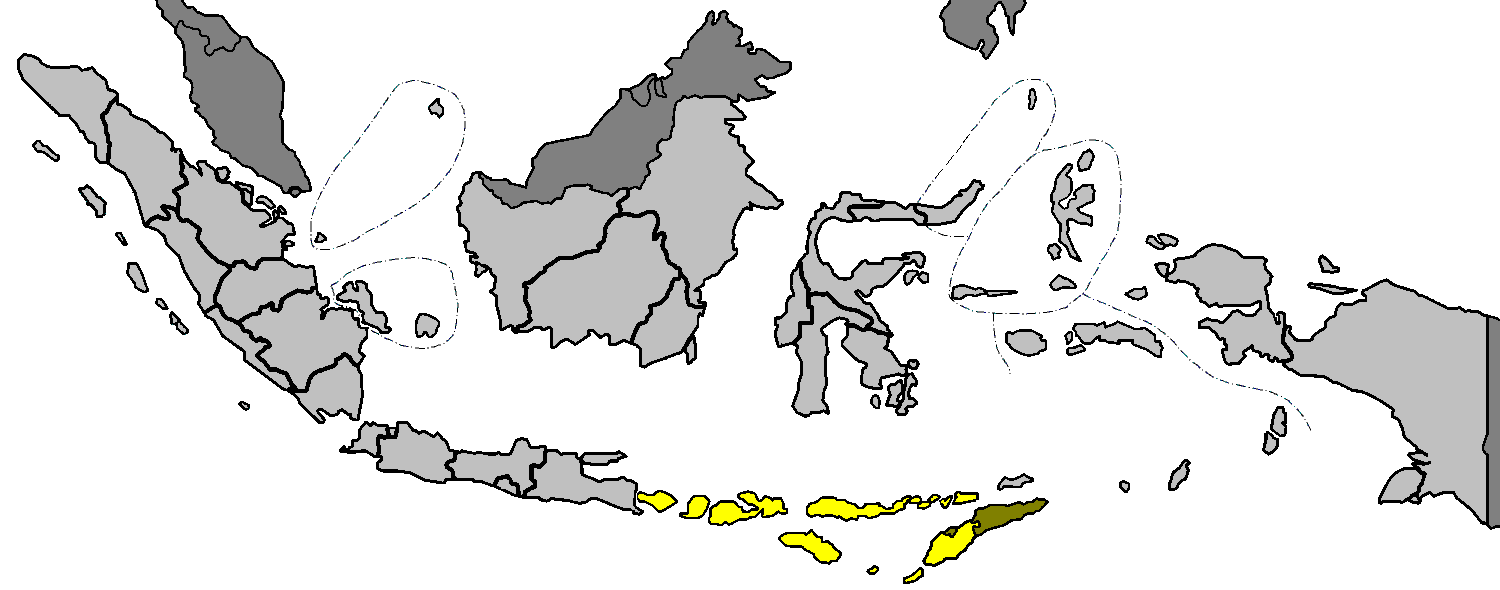
Індонезійські Малі Зондські острови — зона відповідальності збройних формувань Нгураха Рая

Після створення в жовтні 1945 року за указом президента Сукарно Армії народної безпеки (АНБ), що стала прообразом Збройних сил Республіки Індонезії, формоване Нгурахом Раєм ополчення, що складалося до того моменту з 13 рот, рішенням губернатора Кетута Пуджі було оголошено її структурним підрозділом. Сам же Рай на спеціальній нараді за участю губернатора, глав усіх основних політичних угруповань і представників більшості балійських князівських будинків був одноголосно обраний командувачем «військами АНБ на Малих Зондських островах», штаб яких був сформований в Денпасарі. У листопаді 1945 року повноваження Нгураха Рая були підтверджені побувавши на Балі делегацією вищого республіканського військового командування, і йому було присвоєно звання майора АНБ. Для забезпечення зв'язку між провінційними і центральними військовими структурами при Раї був прикомандирований офіцер з генерального штабу АНБ, а представник Рая, в свою чергу, був направлений в генштаб. При цьому, незважаючи на зосередження основної маси силових ресурсів під командуванням Рая, на Балі залишалися збройні угруповання прихильників незалежності, непідконтрольні йому — в основному невеликі бойові дружини молодіжних організацій.
Залишившись в цей період на Балі війська капітулювавших Японії, особовий склад яких на той час становив 3136 осіб (в т. ч. 1900 осіб військовослужбовців сухопутних військ і 1146 осіб моряків), спочатку не перешкоджали діяльності Нгураха Рая і його ополчення, як і інших представників республіканської влади. Більш того, чимала частина японців симпатизувала антиголландськи налаштованим балійцям: мали місце випадки добровільної передачі японськими військовими місцевим прихильникам незалежності зброї і матеріальних цінностей, і навіть переходу їх зі зброєю в руках на бік індонезійських республіканців (достовірно відомо про декілька десятків японців, що приєдналися до антиголландського руху на Балі). Наприкінці листопада 1945 року командування японських сил на Балі вступило в переговори з емісарами уряду Сукарно на предмет передачі останньому більшої частини своїх озброєнь.
Однак на початку грудня 1945 року під тиском командування британського експедиційного корпусу, що приступив до роззброєння і вивезення японських частин з Індонезії, японці зажадали від республіканського керівництва Балі повернення експропрійованих тим фінансових активів. Губернатор Кетут Пуджа визнав подібну вимогу неприйнятною і провокаційною. В цей же час керівництво місцевих молодіжних угруповань, обізнане про хід переговорів представників центральної влади з японцями, виступило на користь самостійної конфіскації японської зброї з тим, щоб воно залишилося на Балі, а не було перевезено на Яву.
13 грудня загін республіканців атакував японський денпасарський гарнізон, проте в ході короткого зіткнення зазнав втрат і був розсіяний. Роль Нгураха Рая в цій події залишається предметом дискусій. Так, канадський історик Джеффрі Робінсон (англ. Geoffrey Robinson), автор фундаментального дослідження з цього періоду історії Балі, вважає, що дана військова операція була зроблена за вказівкою республіканського губернатора і, відповідно, Рай не міг не брати участі в її підготовці. У той же час, індонезійські журналісти Іван Сантоса (індонез. Iwan Santosa) і Венрі Ванхар (індонез. Wenri Wanhar) на підставі спогадів учасників подій прийшли до висновку, що напад на японський гарнізон в Денпасарі було самовільно зроблено активістами молодіжного руху, які не перебували на службі у формуванні Нгураха Рая. У будь — якому випадку, після подій 13 грудня ставлення японців до балійських борців за незалежність і особисто до Рая різко змінилося, ставши відверто ворожим — вони заарештували губернатора Кетута Пуджу і декількох республіканських активістів, а також відновили патрулювання місцевості, припинене після оголошення акту про капітуляцію Японії. Переговори про передачу зброї джакартським емісарам були перервані.
Денпасарські події переконали Нгураха Рая в контрпродуктивності силового протистояння з японцями. Він наказав вивести сили ополчення з Денпасара та інших великих населених пунктів Балі, щоб уникнути подальших зіткнень з окупаційними військами. Крім того, йому вдалося відрадити одного з балійських князів від оголошення війни японцям: Рай закликав його, як інших прихильників незалежності, берегти сили для боротьби з голландцями, які на той час вже оголосили про намір повернути колонію під свій контроль. Після цього Рай вирішив відправитися на Яву — розташовувавшись в Джокьякарті генеральний штаб Армії народної безпеки, з тим, щоб просити вище військове керівництво Індонезії про постачання озброєнь, а також про вказівки на предмет подальших дій. Разом з невеликою групою соратників, що мали, як і він сам, офіцерські звання АНБ, він покинув Балі 1 січня 1946 року.

## Перебування на Яві
До моменту прибуття Нгураха Рая в Джок'якарту 13 січня 1946 року це центральнояванське місто було оголошено столицею Республіки Індонезії, оскільки республіканська влада втратила контроль над Джакартою, де за підтримки британських військ була відновлена нідерландська колоніальна адміністрація. Керівництво генерального штабу і особисто його начальник Уріп Сумохарджо вельми високо оцінили ентузіазм і бойовий дух балійського офіцера. У Джок'якарті Рай був представлений президенту Сукарно, який на той час вже був чутий про його активну діяльність — за свідченням очевидців, індонезійський лідер вмілився малому зростанню командира балійського військового формування.
Створене Раєм ополчення було остаточно інтегровано в структуру національних збройних сил: 1 лютого його було офіційно включено в статусі полку до складу VII дивізії сухопутних військ Республіки Індонезії, що формувалася в цей період на Східній Яві. Встановлювалося фінансування полку Малих Зондських островів по лінії національного військового бюджету — в розмірі 70 тисяч рупій на місяць, а також особливо обумовлювався автономний статус цієї військової частини. Сам Рай був підвищений у званні до підполковника.
У той же час, прохання Нгураха Рая про постачання озброєнь було відхилено керівництвом генштабу з посиланням на те, що все наявне в його розпорядженні зброя і боєприпаси вже були до того часу розписані по інших військових частинах. Замість цього було вирішено направити на Балі для підтримки полку Рая вже укомплектований і озброєний підрозділ з Яви. Підготовка такого підкріплення була доручена командуванню національних військово-морських сил, а його кістяк склав спецпідрозділ ВМС «Загін М» (індонез. Pasukan-M) під командуванням капітана Маркаді (індонез. Markadi). Самому Раю було наказано взяти участь у підготовці цього підрозділу, зокрема, ознайомлюючи його бійців з особливостями балійського театру військових дій. В результаті його перебування на Яві тривало до початку квітня 1946 року.
Тим часом під час яванської поїздки Рая обстановка на Балі стрімко змінювалася. Вже в січні на острів у супроводі британських військових почали прибувати представники нідерландської колоніальної влади. Під тиском британців і проголландськи налаштованої частини місцевої феодальної верхівки губернатор Кетут Пуджа був змушений передати більшу частину владних повноважень сформованій 29 січня Раді князів, майже всі члени якої позитивно сприймали перспективу відновлення нідерландського колоніального панування. На початку березня 1946 року на острові висадився двохтисячний експедиційний корпус, сформований в основному з військовослужбовців КНІЛ, звільнених з японського полону, який отримав назву «Червоний слон» (індонез. Gaja Merah). Протягом тижня на Балі була відтворена колоніальна адміністрація, місцеві республіканські влади — понижені.
Спочатку співіснування голландців з прихильниками незалежності на Балі було цілком безконфліктним. Лідери останніх офіційно відмовилися від будь-якої підривної діяльності, завдяки чому уникли переслідувань з боку колонізаторів. Полк Нгураха Рая, що залишився без командира, не був офіційно розпущений, проте його підрозділи змушені були покинути населені пункти: бійці розбивали табори в джунглях, частиною розходилися по домівках. Проте вже до середини березня на острові почали відбуватися регулярні сутички між нідерландськими військовими і місцевим населенням. Навіть сам командувач «Червоного слона» підполковник Фредерік Хендрік тер Меулен (нід. Frederik Hendrik ter Meulen) визнавав, що в більшості випадків причиною насильства служили надмірна підозрілість військовослужбовців експедиційного корпусу і перевищення ними службових повноважень. Так, у його доповіді вищьому командуванню зазначалося, що тільки за перший тиждень квітня бійцями корпусу було вбито понад 50 остров'ян, значна частина яких — в тому числі жінка і дитина — були, як з'ясувалося, абсолютно непричетні до антиколоніального опору. Незважаючи на категоричну заборону союзного британсько-нідерландського командування на застосування військової авіації на Балі і сусідньому Ломбоку, відзначалися численні випадки самовільного застосування молодшими чинами «Червоного слона» літаків B-25 і Piper Cub для обстрілів і бомбардувань «підозрілих» скупчень людей і селищ.
У цих умовах керівництво індонезійських збройних сил прискорило підготовку частин для закидання на Балі. До початку квітня формування «Загону М» було завершено, і Нгураху Раю було доручено очолити висадку його передових підрозділів. У ніч на 4 квітня три партії бійців загальною чисельністю близько 160 осіб на буксирах і рибальських човнах висунулися зі східнояванського порту Баньювангі у бік Балі. Двом партіям, у тому числі тій, яку безпосередньо очолював Нгурах Рай, вдалося на ранок безперешкодно висадитися на північно-західному узбережжі Балі. Третя ж, на чолі з командиром «Загону М» капітаном Маркаді була перехоплена в протоці Балі нідерландським десантним катером типу LCM-6 і прийняла бій, який увійшов в історію як перший морський бій індонезійських збройних сил. Зрештою група Маркаді, зазнавши втрат, також висадилася на Балі.
Всього в ході операції, що тривала кілька днів, на Балі зі Східної Яви було перекинуто 290 бійців «Загону М». Крім того, на острові десантувалися невеликі групи військовослужбовців інших підрозділів, а також добровольців з Яви, Мадури і з інших районів Індонезії. За даними нідерландської розвідки в першій половині квітня 1946 року зі Східної Яви на Балі прибуло не менше 400 озброєних прихильників незалежності.

## Участь у військових діях проти голландців

### Консолідація антиголландських сил

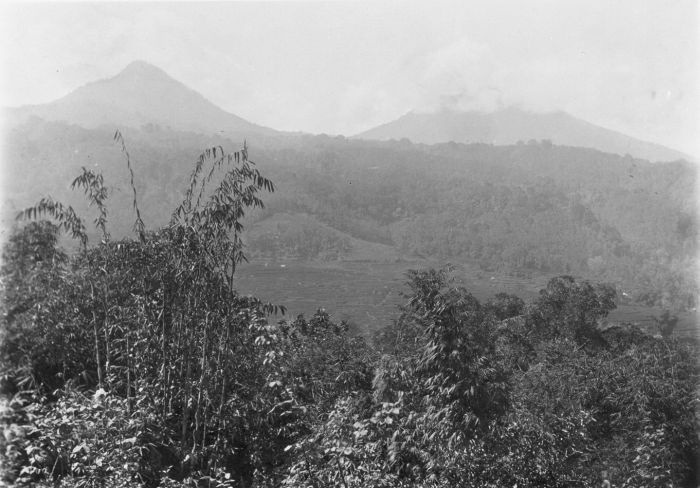
Місцевість в районі Мундук-Маланг, в якій розташовувалася основна база ополчення Нгураха Рая в квітні-травні 1946 року

До моменту повернення Нгураха Рая на Балі більша частина залишилися в строю бійців його полку стояла табором в гористій місцевості біля селища Мундук-Маланг в центральній частині острова на кордоні округів Табанан і Гіаньяр. Туди він і попрямував після висадки в супроводі невеликої частини «Загону М». З інших бійців «Загону М» було сформовано кілька груп, які висунулися в інші райони острова для ведення розвідки та організації партизанського руху.
Переміщення Рая і його загону здійснювалося приховано, з великими обережностями, в результаті чого шлях до Мундук-Маланга зайняв майже два тижні. За цей час обстановка на острові стала ще більш напруженою, сталася серія сутичок між прихильниками незалежності і голландськими військовими. Найбільш значні зіткнення відбулися 10 квітня в Денпасарі біля казарм нідерландського гарнізону і 15 квітня в селі Пенебел округу Табанан, де загін республіканців атакував поліцейський пост.
Прибувши 16 квітня в Мундук Маланг, Нгурах Рай наказав своїм бійцям утримуватися від бойових сутичок з голландцями. Дотримуючись директиви верховного командування, він зосередив зусилля на об'єднанні сил балійських прихильників незалежності. У перший же день свого перебування в Мундук-Маланзі він зустрівся з прибулими туди керівниками двох основних республіканських угруповань, що діяли на острові — місцевих відділень організацій «Молодь Республіки Індонезії» (індонез. Pemuda Republik Indonesia — PRI) і «Соціалістична молодь Індонезії» (індонез. Pemuda Sosialis Indonesia — Pesindo), кожна з яких мала свої бойові дружини. За підсумками наради Раю з лідерами молодіжних угруповань було проголошено створення єдиної політичної структури — Ради боротьби індонезійського народу Малих Зондських островів (індонез. Dewan Perjuangan Rakyat Indonesia Sunda Kecil), який також здобув популярність на Балі під укороченою назвою — «Рада боротьби». Як орган військового управління при Раді було сформовано Об'єднаний штаб (індонез. Markas Besar Umum). Головою Ради і, одночасно, начальником Об'єднаного штабу був обраний Нгурах Рай. Подібне суміщення позицій дозволило йому зосередити в своїх руках керівництво над усіма військовими і цивільними формуваннями балійських республіканців.
Скориставшись розширеними повноваженнями, Рай розпорядився стягнути до Мундук-Маланга практично всі підконтрольні йому сили. В інших районах острова було вирішено залишити лише шість досить невеликих загонів. Крім того, за межами основної бази в Мундук-Малангу продовжувала діяти велика частина бійців прибулого з Яви «Загону М». До кінця травня 1946 року Нгураху Раю вдалося зібрати в таборі у Мундук-Маланга близько півтори тисячі осіб, частину яких становили жінки і підлітки. Абсолютна більшість не мала жодного бойового досвіду або військової підготовки, вогнепальною зброєю було забезпечено не більше половини бійців. Було кілька японських мінометів і великокаліберних кулеметів, проте комплекти боєприпасів були невеликі. Примітно, що далеко не всі члени Об'єднаного штабу підтримували ідею Рая про створення такого значного партизанського формування — багато хто пропонував розділити наявні сили на невеликі загони, які могли б діяти більш мобільно і приховано в умовах партизанської боротьби. Однак жодних порушень принципу єдиноначальності допущено не було — керівні повноваження Нгураха Рая визнавалися беззастережно, його накази справно виконувалися.
Паралельно Рай продовжував підтримувати активні контакти з представниками балійської феодальної знаті, координуючи з ними тактику дій щодо голландців. Відомо, що деяких зі своїх знайомих, які співчували республіканському руху, він переконував погоджуватися на зайняття посад у створюваній колонізаторами адміністративних структурах з тим, щоб згодом надавати таємне сприяння борцям за незалежність.

### Похід до Гунунг-Агунг
Голландці відстежували мобілізаційну діяльність Нгураха Рая і виставили кілька військових постів біля його бази в Мундук-Маланзі, проте також утримувалися від військових дій. Більш того, командування «Червоного слона», в складі якого було чимало офіцерів, які особисто знали Рая по довоєнній службі в «Прайоді» — в їх числі і сам командувач контингенту підполковник тер Меулен — розраховувало переконати командира республіканців відмовитися від протистояння. 13 травня 1946 року офіцер штабу «Червоного слона», капітан Я. Б. Т. Коніг (нід. J. B. T. Konig) — один з двох офіцерів, яким Рай в лютому 1942 року допоміг переправитися з атакованого японцями Балі на Яву — направив йому від себе особисто і від імені командувача контингенту цілком коректне і шанобливе послання із закликом вступити в переговори.
|  | Денпасар, 13 травня 1946 року Високорідний Рай, Ми — підполковник тер Меулен і я (ви, звичайно, пам'ятаєте нас), добре обізнані про причини, які змусили вас очолити підрозділ Армії народної безпеки. Ми дуже хотіли б поговорити з вами. Будь ласка, спробуйте зв'язатися з капітаном Касою в районі села Плага — пізніше ми могли б поспілкуватися там. Після наших переговорів ви можете приймати будь-які рішення на свій розсуд. Я. Б. Т. Коніг, капітан сухопутних військ Оригінальний текст (індонез.) 18 Mei 1946 Rai Jang Budiman, Kami, Letnan Kolonel Termeulen dan saya (kamu tentu masih ingat kepada kami), mengetahui betul atas dorongan apa kamu terpaksa mau memimpin TKR. Kami ingin sekali berbicara padamu. Cobalah mencari hubungan dengan Kapten Cassa di sekitar desa Plaga, kemudian di sana kita bisa bicara. Apapun keputusanmu setelah pembicaraan itu, kamu dengan penuh kebebasan dapat menentukannya kepada kamu suka. J. B. T. Konig Kapten Infanteri |

Відповідь Рая, що надійшла до голландців, була адресована виключно тер Меулену. Послання командира партизанів увійшло в аннали індонезійської історії під назвою «Священний лист» і широко популяризується як прояв мужності і патріотизму.
|  | 18 травня 1946 року Шановному пану підполковнику Тер Меулену в Денпасар СВОБОДА! Лист нами благополучно отримано. Коротко повідомляємо наступну відповідь: Забезпечення безпеки на Балі — наша справа. З моменту висадки ваших військ на острові стало неспокійно. Докази цього вже очевидні і не можуть більше відкидатися. Подивіться, страждання народу посилюються. Безпека народу під загрозою. На додачу економічний безлад зашморгом стягує народну шию. Безпека під загрозою через те, що ви поглумилися над волею народу, який вже абсолютно ясно проголосив незалежність. Питання переговорів ми відносимо до компетенції наших керівників на Яві. Балі — не місце для дипломатичних переговорів. А я не йду на компроміс. Від імені народу я виступаю за відхід голландців з острова Балі. В іншому випадку ми можемо і обіцяємо битися далі, поки наші цілі не будуть досягнуті. Доки ви залишаєтеся на Балі, острів Балі залишатиметься містилищем кривавих битв між нами і вашою стороною. Ось і все. Прошу взяти до уваги. Пізнавши свободу, вони вільні назавжди. Від імені Ради боротьби Балі Керівник: І Густі Нгурах Рай Оригінальний текст (індонез.) 18 Mei 1946 Kepada Jth.Toean Overste Termeulen di Denpasar M E R D E K A ! Soerat telah kami terima dengan selamat. Dengan singkat kami sampaikan djawaban sebagai berikoet: Tentang keamanan di Bali adalah oeroesan kami. Semendjak pendaratan tentera toean, poelau mendjadi tidak aman. Boekti telah njata, tidak dapat dipoengkiri lagi. Lihatlah, penderitaan rakjat menghebat. Mengantjam keselamatan rakjat bersama. Tambah2 kekatjauan ekonomi mendjirat leher rakjat. Keamanan terganggoe, karena toean memperkosa kehendak rakjat jang telah menjatakan kemerdekaannja. Soal peroendingan kami serahkan kepada kebijaksanaan pemimpin2 kita di Djawa. Bali boekan tempatnja peroendingan diplomatic. Dan saja boekan kompromis. Saja atas nama rakjat hanja menghendaki lenjapnja Belanda dari poelau Bali atau kami sanggoep dan berdjandji bertempoer teroes sampai tjita2 kita tertjapai. Selama Toean tinggal di Bali, poelau Bali tetap mendjadi belanga pertoempahan darah, antara kita dan pihak toean.Sekian, harap mendjadikan makloem adanja. Sekali merdeka, tetap merdeka a/n. DEWAN PERJOANGAN BALI. Pemimpin: (I Goesti Ngoerah Rai) |

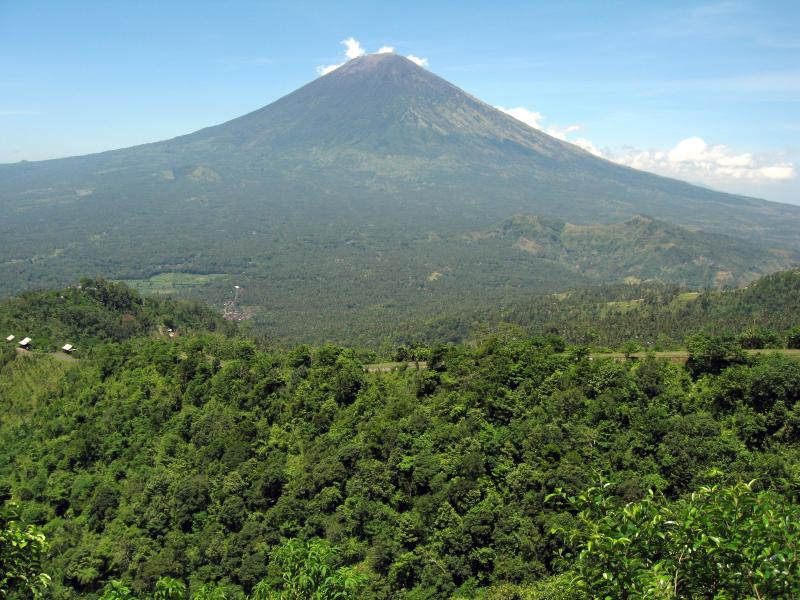
Західний схил Гунунг-Агунг — місце передислокації ополчення Нгураха Рая

Наприкінці травня в Мундук-Маланг прибув командир «Загону М» капітан Маркаді з групою з 25 своїх бійців і, пославшись на недавнє донесення з генштабу, повідомив Нгураху Раю про підготовку масштабної висадки індонезійських військ на західному узбережжі Балі. 1 червня 1946 року Рай віддав наказ про переміщення всього сформованого ним підрозділу в східну частину Балі в район найбільшої гірської вершини острова — вулкана Гунунг-Агунг. Мотивування цього рішення залишається не цілком ясним — Нгурах Рай не анонсував якогось подальшого плану дій, обіцявши соратникам зорієнтуватися по ходу переміщення. Найбільш поширеним є припущення, що пересуванням на схід він розраховував відвернути увагу голландців від західної частини острова, щоб створити сприятливі умови для анонсованої Маркаді висадки республіканських сил з Яви.
Двохсоткілометровий перехід півторатисячного загону по гірських джунглях, що отримав в індонезійській історіографії назву «Великий похід до Гунунг-Агунга» (індонез. Longmarch ke Gunung Agung), виявився досить складним з логістичної та організаційної точки зору. Крім того, він супроводжувався серією бойових сутичок з голландськими військами, інтенсивність яких поступово зростала. Біля підніжжя Гунунг-Агунга сили Рая протягом декількох днів зазнавали мінометного обстрілу і авіаударів, в яких голландці задіяли бомбардувальники B-25. Досягнувши 7 червня села Танаг-Арон на західному схилі гори, вони вступили в бій з частинами противника чисельністю близько 200 осіб.
Після битви Нгурах Рай провів нараду з членами штабу. Положення партизанів було визнано критичним. Чисельність загону в результаті бойових і санітарних втрат, а також дезертирства скоротилася майже втричі, боєприпаси і продовольство були під кінець, бійці, які залишилися в строю, перебували на межі фізичного виснаження. Підходи до гори із західного боку були блоковані нідерландськими військами. Деякі соратники Рая пропонували прориватися з боєм назад в центральну частину Балі, однак той вважав можливі втрати неприйнятними. У сформованих умовах він ухвалив рішення про поділ загону на невеликі групи, які могли б спуститися з Гунунг-Анунга гірськими стежками і, минаючи розташування голландських частин, розсіятися по території острова. Подібний поділ було здійснено двома днями пізніше на північному схилі вулкана біля села Кландіс. Більша частина партизанів згрупувалася за принципом «земляцтв» і вирушила в бік своїх рідних місць. За згодою Нгураха Рая капітан Маркаді ухвалив рішення про переправлення «Загону М», який зазнав серйозних втрат, назад на Яву. З Маркаді Рай направив в генштаб донесення, з яким описав важке положення партизанського руху і представив докладні дані по диспозиції, чисельності і озброєнні нідерландських військ на Балі.
Під безпосереднім командуванням Рая після завершення «Великого походу» залишилося близько 90 осіб — найбільш досвідчені і надійні бійці, в числі яких були майже всі учасники балійського партизанського руху, що мали голландську або японську військову підготовку, а також група японських військовослужбовців — в різних джерелах кількість останніх оцінюється в межах шести-десяти осіб — принаймні двоє з яких були офіцерами. Цей підрозділ отримав назву «Чіунг-Ванара» (індонез. Ciung Wanara) — на честь персонажа сунданської міфології, який відрізнявся безстрашністю і справедливістю.
«Чіунг-Ванара» мала на озброєнні не більш ніж 50 одиниць стрілецької зброї, 5 мінометів, один станковий і 3 ручні кулемети з мінімумом боєприпасів. Через мізерність арсеналів Нгурах Рай вважав за краще уникати зіткнень з голландцями до отримання вказівок з генштабу. Останні також утримувалися від силових дій, в результаті чого до початку серпня 1946 року обстановка на Балі стала досить спокійною. У жовтні додатковим стабілізуючим фактором стало перемир'я між військами Індонезії та Нідерландів, оголошене по всьому театру військових дій, після якого представники урядів двох країн вступили при британському посередництві в переговори, націлені на мирне врегулювання конфлікту.
15 листопада 1946 року на Яві було підписано Лінгаджатську угоду, за якою Нідерланди де-факто визнавали суверенітет Республіки Індонезії в межах Яви, Суматри і Мадури. На решті території колишньої колонії передбачалося створення за підтримки Гааги низки квазі-незалежних держав, які разом з Республікою Індонезією сформували б Сполучені Штати Індонезії — федеративне утворення, яке, володіючи державним суверенітетом, перебувало б в якійсь унії з Нідерландами. Балі при цьому був включений до складу одного з останніх — держави Східна Індонезія.

### Останній бій і загибель
Розчарований умовами Лінгаджатської угоди, Нгурах Рай за власною ініціативою вирішив продовжити партизанські дії, розраховуючи домогтися вигнання голландців з Балі і приєднання острова до Республіки Індонезії. Відомо його звернення бійцям «Чіунг-Ванари»:
|  | Не здригніться! Малі Зондські острови повинні зуміти триматися самостійно. Продовжимо боротьбу наявними засобами, нехай навіть з центру нам не приділяють достатньої уваги... Оригінальний текст (індонез.) Jangan gentar, Sunda kecil harus mampu berdiri sendiri. Lanjutkan perjuangan dengan apa yang ada walaupun perhatian dari pusat kurang... |

Усвідомлюючи, що наявного в його розпорядженні арсеналу недостатньо для ведення активної і тривалої партизанської боротьби, Рай вирішив захопити партію зброї та боєприпасів у противника. Найбільш зручною метою в цьому плані були визнані казарми колоніальної поліції округу Табанан: там зберігалися значні запаси зброї, а начальник поліції округу на ім'я Вагімін (індонез. Wagimin) був таємним прихильником і інформатором партизанів. Крім 95 бійців «Чіунг-Ванари» для операції Раєм було мобілізовано не менше 300 осіб з числа тих, хто співчував партизанам селян навколишніх сіл: на ополченців, які мали в своєму розпорядженні в основному холодну зброю, покладалася допоміжна роль - вони повинні були створити враження численності нападників, забезпечити більш щільне оточення атакованих казарм. Відомо, що перед нападом Рай з бійцями відвідали місцевий індуїстський храм, де вознесли молитву з проханням про удачу. 18 листопада 1946 року загін Рая напав на табананські казарми і при мінімальному опорі поліцейських захопив зберігавшись там зброя і боєприпаси: 36 карабінів, 2 ручних кулеметів «Bren», 2 пістолета-кулемета і 8 тисяч патронів. Вагімін, який зіграв значну роль в успіху операції, приєднався до «Чіунг-Ванари».
Поповнивши свій арсенал і розпустивши допоміжне селянське ополчення, партизани відійшли до заздалегідь підготовленого табору біля села Марга, розташованого в гористій місцевості приблизно в 40 кілометрах на північ від Денпасара. Наступного дня табір «Чіунг-Ванари» був виявлений голландцями і через добу, 20 листопада атакований із залученням авіації, викликаної з Макассара, а також додаткових піхотних частин, терміново перекинутих з острова Ломбок.

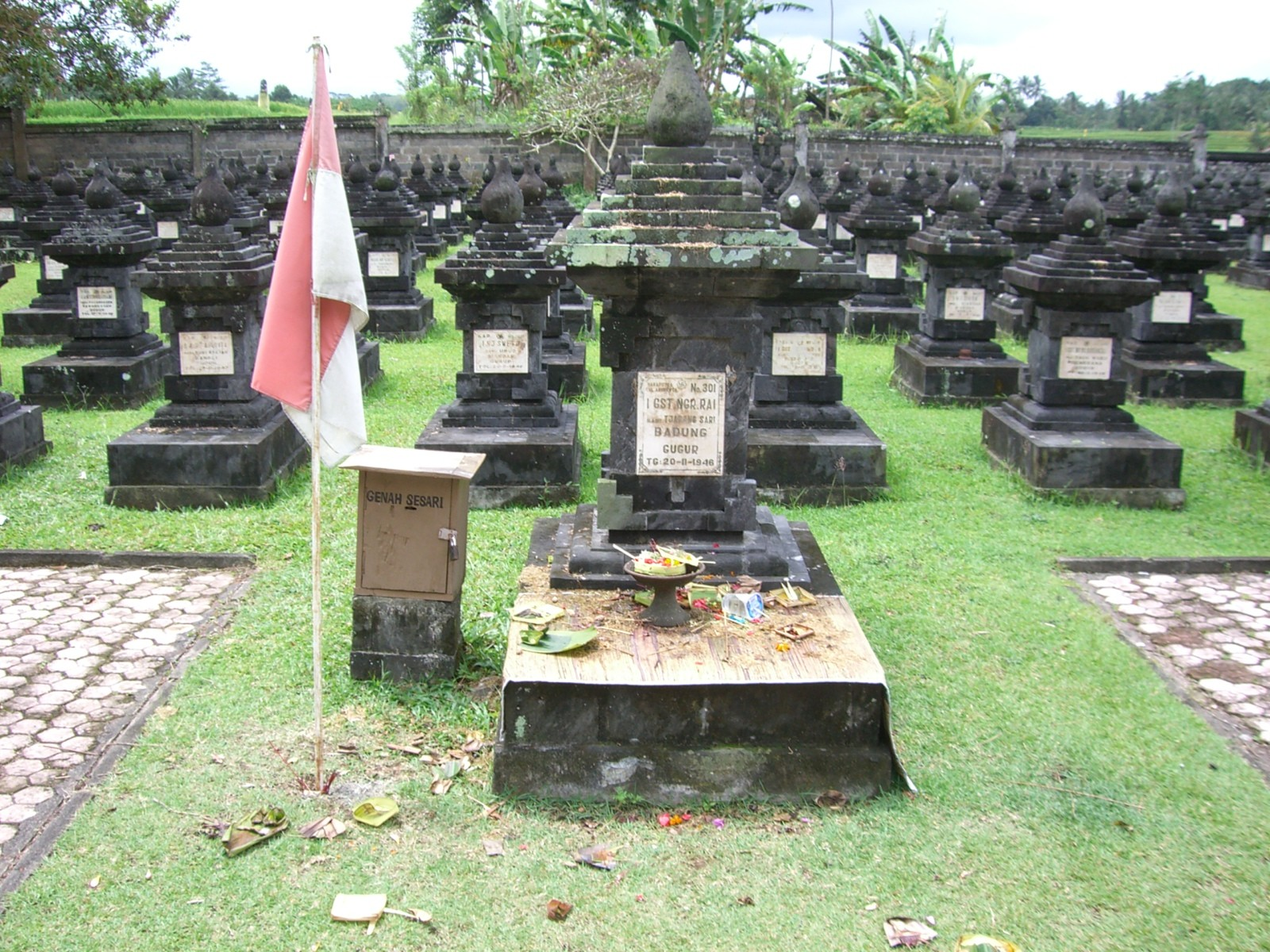
Могили Нгураха Рая і його соратників у меморіальному комплексі біля села Марга

Після першого бойового зіткнення, що сталося близько 10:00, партизани, прагнучи уникнути оточення, спробували відійти з поля бою дрібними групами через кукурудзяні поля, що оточували Маргу. Однак ці спроби зазнали невдачі — загін зазнав важких втрат і був блокований біля гірської ущелини. Пропозицію голландців про здачу в полон було відкинуто, і в бою, що тривав приблизно з 14:00 до 17:00, всі бійці «Чіунг-Ванари», включаючи Нгураха Раю, загинули.
Точні обставини загибелі Рая достовірно не відомі. У деяких джерелах говориться про його падіння або свідомий стрибок з обриву. У 2008 році в інтерв'ю місцевим ЗМІ один з ветеранів балійського партизанського руху розповів, що тіло Рая, доставлене голландцями після бою в Денпасар, було покрите опіками. На цій підставі було висунуто припущення про загибель командира «Чіунг-Ванари» в результаті близького розриву запальної авіабомби.
Незважаючи на відсутність достовірних свідчень останнього бою Рая, в індонезійській історіографії однозначно стверджується, що ватажок балійських партизан закликав своїх соратників вчинити пупутан — опір до останнього, що завершується або загибеллю від рук ворога, або самогубством (акти подібного «самогубного» опору раніше здійснювали балійські правителі в ході Нідерландського вторгнення на Балі на початку XX століття).
Тіло Нгураха Рая було передано родині партизанського командира і поховано в його рідному селі Чарангсарі.

### Військові та політичні наслідки
Останній бій Рая, який отримав пізню епічну назву «Пупутан Маргарана». (балійськ. Puputan Margarana — пупутан в битві біля Марги), стало найбільш масштабним боєзіткненням в ході війни за незалежність на Балі. Його результат справив величезний вплив на подальший хід національно-визвольного руху на острові. Загибель Рая і його найближчих соратників сприяла різкому зростанню антиголландських настроїв серед балійців. У той же час, військовий потенціал прихильників незалежності виявився катастрофічно підірваний: після втрати «Чіунг-Ванари» в лавах партизанів майже не залишилося людей, які мають професійну військову підготовку, а арсенали борців за незалежність виявилися спустошені.
На терміновому засіданні Ради боротьби, що відбулося на другий день після загибелі Нгураха Рая, його наступником був обраний 23-річний лідер угруповання «Молодь Республіки Індонезії» Маде Віджа Кусума (індонез. Made Widja Kusuma), який не мав ніякої військової освіти. Інші керівні посади, що стали вакантними після загибелі соратників Рая, також були заміщені цивільними людьми — переважно представниками молодіжних організацій. Не маючи ні сил, ні засобів, ні навичок, необхідних для продовження військового протистояння з голландцями, нове керівництво антиколоніального опору оголосило про перехід до «політичних методів боротьби», під якими мали на увазі насамперед агітацію і пропаганду, а також збір розвідувальної інформації. В результаті надалі на Балі — до осені 1949 року, коли нідерландські війська покинули територію острова — бойові сутички були епізодичними і досить незначними за масштабом.
Ще одним наслідком загибелі Рая стала помітна зміна соціального складу верхівки антиголландського опору і її ідеологічних орієнтирів. Якщо спочатку її значну частину становили представники вищих почесних балійського суспільства, то після втрати Рая і його найближчих соратників, багато з яких, як і їхній командир, були нащадками знатних сімейств, ключова роль у республіканському русі на острові перейшла до людей незнатного походження. Це, в свою чергу, призвело до зростання популярності лівих ідей у середовищі опору, а також прискорило його дистанціювання від балійської феодальної верхівки.

## Сім'я
У 1938 році під час навчання у військовому училищі Нгурах Рай одружився з мешканкою Гіаньяра Десак Путу Карі (індонез. Desak Putu Kari), дівчині з незнатної сім'ї 1922 року народження. У шлюбі народилися три сини: І Густі Нгурах Юдана (індонез. I Gusti Ngurah Yudana, 1942 р. н.), І Густі Нгурах Тантра (індонез. I Gusti Ngurah Tantra, 1944 р. н.) І Густі Нгурах Аліт Юда (індонез. I Gusti Ngurah Alit Yudha, 1946 р. н.) — останнього Рай так і не побачив, оскільки той народився після його відходу в останній похід. Примітно, що сам Нгурах Рай, усвідомлюючи небезпеку військового протистояння з голландцями, заздалегідь попереджав дружину про велику ймовірність своєї загибелі. Так, при прощанні він вимовив:
|  | Вважай, що я вже мертвий. Про те, коли повернуся, не думай... Оригінальний текст (індонез.) Anggaplah aku telah mati, kapan pulang jangan dipikir... |

Після відходу Нгураха Рая на чолі партизанського загону в джунглі його дружина з дітьми залишилися в крайній потребі. За спогадами Путу Карі, більшість односельців співчували їй, проте боялися допомагати зі страху перед голландцями. Останні на деякий час затримували родину партизанського командира і піддавали вагітну третім сином Путу Карі жорстким допитам.
Через кілька років після загибелі Рая його вдова вийшла заміж за одного з його соратників по партизанському руху Маде Сетіа Буді (індонез. Made Setia Budi). У другому шлюбі у неї народилися ще четверо дітей, до кінця життя загальна кількість онуків досягла 20 осіб. Померла Десак Путу Карі 10 грудня 2017 року. До останніх днів вона зберігала тверду пам'ять, регулярно брала участь у різних заходах, що проводилися в пам'ять Нгурах Рая, її постійно відвідували представники ЗМІ, місцевої влади і військового керівництва.
Молодший син Рая Нгурах Аліт Юдха став великим функціонером Голкар, довгі роки керував балійським відділенням партії, був депутатом Ради народних представників Індонезії в 1999—2004 роках. Він також бере активну участь у заходах, присвячених пам'яті Рая.

## Пам'ять

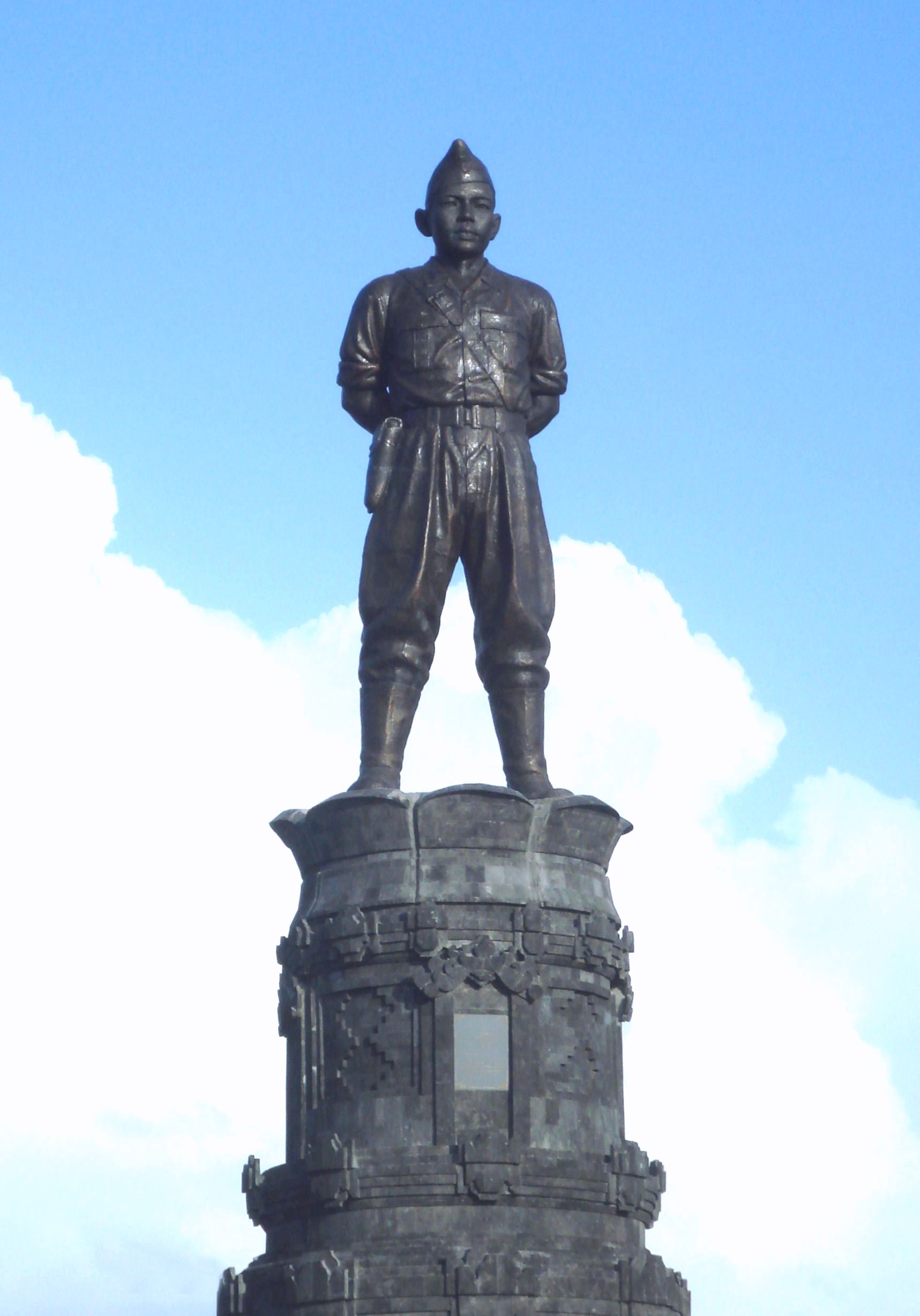
Пам'ятник Нгураху Раю біля в'їзду в аеропорт, названий його ім'ям

Діяльність Нгураха Рая на чолі балійського партизанського руху і його загибель вже наприкінці 1940-х років почали героїзуватися індонезійською пропагандою як приклад мужності, самовідданості, вірності військовому обов'язку та ідеалам боротьби за незалежність країни. Цьому жодною мірою не завадив той факт, що з точки зору військового мистецтва і політичної доцільності як похід до Гунунг-Агунг, так і остання операція Нгураха Рая оцінювалися досить критично. Так, найближчий соратник і наступник Рая на посаді керівника Ради боротьби Віджа Кусума через багато років визнавав, що «Великий похід» виявився однією з найбільших невдач індонезійців за час війни за незалежність. Абдул Харіс Насутіон, один з найбільших військових діячів Індонезії, який обіймав протягом багатьох років вищі посади в структурах збройних сил і розробив концепцію партизанської війни, яка отримала визнання на міжнародному рівні, у своїх мемуарах задавався риторичним питанням:
|  | Хіба не краще було б підполковнику Нгураху Раю слідувати принципу партизанської війни — завдавати удару і тікати? Оригінальний текст (індонез.) Apakah tidah sebaiknya Letnan Kolonel Ngurah Rai melaksanakan prinsip perang gerilya: hit and run? |

Заходи з увічнення пам'яті Нгураха Рая почали вживатися на національному рівні незабаром після закінчення війни за незалежність. У 1947 році в складі збройних сил був сформований полк імені Нгураха Рая. У листопаді 1954 року — до семиріччя битви біля села Марга — на місці загибелі Раю і його бійців був побудований меморіальний комплекс  площею понад 25 гектарів, на території якого було вирішено поховати останки всіх учасників балійського партизанського руху, які загинули під час війни за незалежність. Центральним елементом меморіалу став монумент, виконаний у стилі яванського індуїстського храму: восьмиярусна вежа з п'ятикутною основою висотою 17 метрів (висота, кількість кутів і ярусів символізують дату проголошення незалежності Республіки Індонезії — 17.08.1945). На п'яти сторонах основи башти встановлено мармурові плити, на яких викарбувано текст листа Рая підполковнику тер Меулену.
30 вересня 1962 року залишки Нгураха Рая були урочисто ексгумовані і віддані кремації згідно з індуїстським обрядом. Цій події було надано характер масштабного суспільно-політичного заходу, для підготовки якого було завчасно сформовано організаційний комітет у складі представників центральної та місцевої влади. На церемонії кремації були присутні члени індонезійського уряду і вищого військового керівництва. Частина праху Рая була висипана в море в районі Санур, частина похована в меморіальному комплексі біля села Марга.

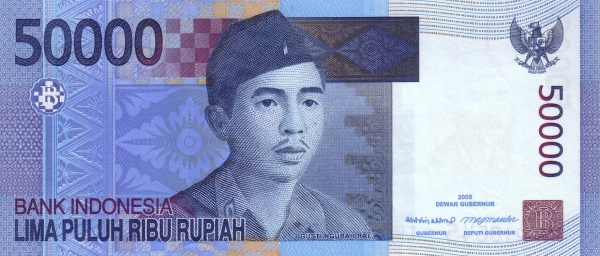
Банкнота 50 тисяч рупій з портретом Нгураха Рая

Всього на території меморіального комплексу знаходяться 1372 могили, в яких поховано 1371 осіб, в числі яких 64 кадрових військовослужбовців індонезійських збройних сил, 1296 цивільних учасників партизанського руху і 11 японських військових, які перейшли на бік індонезійців і брали участь в антиголландському опорі. Один надгробок встановлено в пам'ять невідомого бійця. Всі надгробки однотипні, проте надгробок Нгураха Рая має більший розмір і розміщено попереду інших, розташованих рядами. Імена загиблих вибито на мармуровій стіні, встановленій поруч із могилами. Крім поховань і монумента, на території комплексу розміщений музей історії балійського партизанського руху.
У 1954 році Нгурах Рая було посмертно підвищено у званні до полковника, а 1975 року указом президента Сухарто (указ № 06 від 9 серпня 1975 року) його оголосили Національним героєм Індонезії. Цим же указом він був ще раз посмертно підвищений у званні — до бригадного генерала, а також перейшов одним з вищих військових орденів — орденом «Зірка Махапутра» 4-го ступеня.

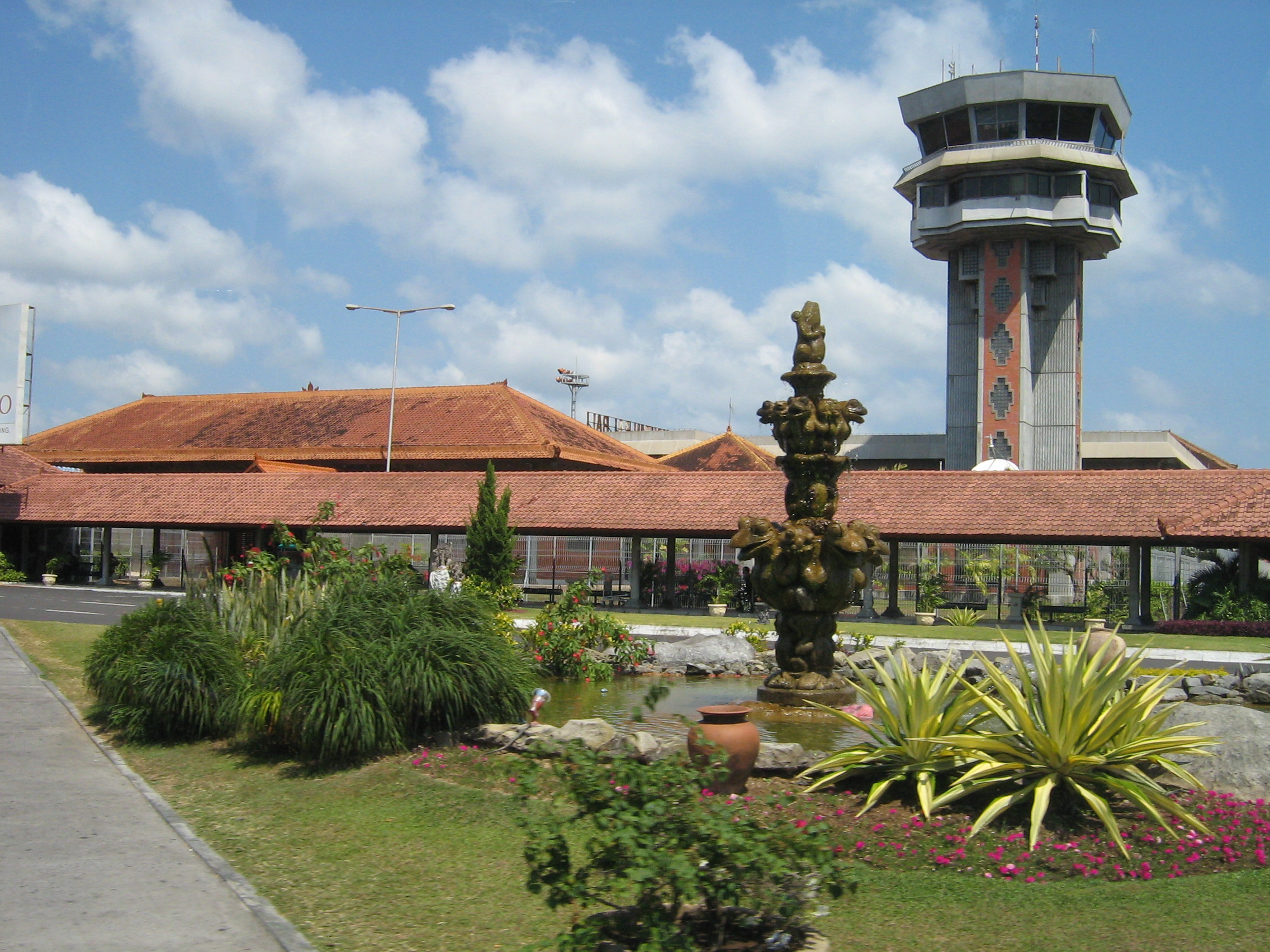
Денпасарський міжнародний аеропорт Нгурах Рай

На честь Нгураха Рая названо балійський міжнародний аеропорт, університет і стадіон у Денпасарі, які є, відповідно, найбільшим вузом і найбільшим спортивним об'єктом Балі. Його ім'я носять вулиці в Денпасарі і багатьох інших балійських населених пунктах, а також у декількох містах за межами Балі, в тому числі в столиці Індонезії Джакарті. Портретне зображення Рая містилося на індонезійській грошовій купюрі гідністю 50 000 рупій двох зразків, що випускалася, відповідно в 2005—2011 роках і в 2011—2016 роках, яка, до випуску в 2014 році стотисячної купюри, була найбільшою за номіналом з індонезійських грошових банкнот.
Нгураху Раю споруджено десятки пам'ятників у різних частинах острова. У Мундук-Маланзі створено музей Об'єднаного штабу Ради боротьби індонезійського народу Малих Зондських островів. При цьому в Чарангсарі, рідному селі Нгураха Рая, якого-небудь державного меморіалу чи музею немає, існує лише невеликий пам'ятник, споруджений і утримуваний на кошти сім'ї партизанського командира.
Річниця битви біля села Марга, а також дні народження Нгураха Рая урочисто відзначаються на Балі. У січні 2017 року з особливим розмахом відзначався столітній ювілей балійського героя. Невід'ємним елементом пам'ятних церемоній є публічне зачитування листа Рая підполковнику тер Меулену, який вважається однією з найважливіших історичних реліквій Балі. Іноді оригінал листа переноситься в спеціальному ларці під час урочистих процесій з одного населеного пункту в інший. Публічне зачитування його тексту практикується і з інших урочистих приводів: так, у березні 2014 року воно оголошувалося в ході зустрічі президента Індонезії Сусіло Бамбанга Юдойоно з ветеранами балійського партизанського руху.
У 2013 році за підтримки цивільної і військової влади провінції Балі було знято художньо-документальний біографічний фільм «І Густі Нгурах Рай». Його прем'єра відбулася 11 липня 2013 року в штабі місцевого військового округу. 10 січня 2018 року, в день 101-ї річниці з дня народження Рая в затоці Беноа на півдні Балі до складу військово-морських сил Індонезії був урочисто введений есмінець «І Густі Нгурах Рай». Примітно, що фрегат побудований індонезійськими корабелами спільно з їх нідерландськими колегами — кораблебудівною компанією Damen Schelde Naval Shipbuilding.